# Jugoton

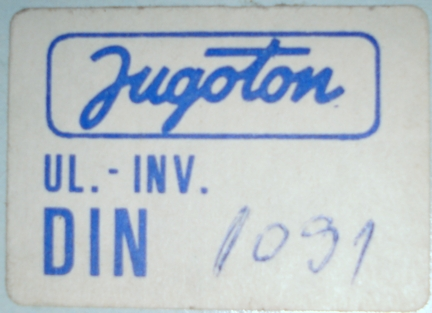
logo de los 80 con precio de placa

Jugoton fue la primera compañía discográfica fundada en el territorio de la antigua Yugoslavia, que estaba ubicada en Zagreb. Fue fundada el 10 de julio de 1947. sobre los cimientos del "Elektroton" nacionalizado .

## Historia
Jugotón fue fundado el 10 de julio de 1947. en Zagreb. Lanzó su primer álbum en el mismo año, un sencillo con el número de catálogo J-1001, en el que hay dos canciones dálmatas "Ti tuvoji zubići" y "Jedan mali brodić". En ese momento, Jugoton producía envases de mercería y cosmética, y su nombre completo era "Fábrica de discos y accesorios para gramófonos, y mercería de plástico". Ya en el primer año de su existencia se produjeron 33.000 discos de gramófono. Menos de una década después, en 1956, la gama se completó con discos de vinilo (discos LP con un diámetro de 25 centímetros), y en el mismo año se editaron los primeros discos de música folclórica y el primer disco en solitario de música popular, con el título "Pjeva vam Ivo Robic".
Jugoton también firma los primeros acuerdos de licencia con editoriales extranjeras, y comienza a publicar discos de músicos extranjeros, entre los que se encuentran Elvis Presley, The Beatles, Rolling Stones, Madonna, U-2, David Bowie, Juritmix, Kate Bush, Kraftwerk, Queen, Deep Purple, Pink Floyd y Iron Maiden.
Jugoton lanzó muchos álbumes de grupos de música popular de la ex Yugoslavia, incluidos Bijelo Dugme, Azra, Električni Orgazam, Idoli, Haustor y el grupo Leb i Sol, y el primer álbum de rock nacional, Nasi dani, lanzado en noviembre de 1968, fue grabado por Grupa 220. 

## Croatia Records
Después de la desintegración de Yugoslavia, se fundó Jugoton en 1990 . pertenecía al estado de Croacia, cuando su nombre fue cambiado a Croatia Records. Poco después, la fábrica fue privatizada y uno de los nuevos copropietarios se convirtió en el compositor Đorđe Novković.
La biblioteca de sonido de la compañía discográfica contiene más de 70.000 grabaciones musicales y 14.000 soportes de sonido con composiciones de autores de todas las repúblicas de la ex Yugoslavia.

## Competencia
En el territorio de la antigua Yugoslavia, había varias otras compañías discográficas, fundadas como competencia de Jugoton, entre otras: PGP RTB de Belgrado (que luego se convirtió en PGP RTS), Suzy de Zagreb, Diskoton de Sarajevo y ZKP RTLJ de Ljubljana .